# Pseudomegarcys japonicus
Pseudomegarcys japonicus är en bäcksländeart som beskrevs av Kohno 1946. Pseudomegarcys japonicus ingår i släktet Pseudomegarcys och familjen rovbäcksländor. Inga underarter finns listade i Catalogue of Life.